# メリウェザー郡 (ジョージア州)
メリウェザー郡（メリウェザーぐん、英: Meriwether County）は、アメリカ合衆国ジョージア州の西部に位置する郡である。2010年国勢調査での人口は21,992人であり、2000年の22,534人から2.4%減少した。郡庁所在地はグリーンビル市（人口876人）であり、同郡で人口最大の都市はマンチェスター市（人口4,230人）である。
メリウェザー郡はアトランタ大都市圏（正確にはアトランタ・サンディスプリングス・マリエッタ大都市統計地域）に属している。

## 歴史
メリウェザー郡は1827年12月14日に州内73番目の郡として設立された。郡名はアメリカ独立戦争の将軍、ジョージア州選出アメリカ合衆国下院議員だったデイビッド・メリウェザーに因んで名付けられた。

## 地理
アメリカ合衆国国勢調査局に拠れば、郡域全面積は505.34平方マイル (1,308.8 km2)であり、このうち陸地503.28平方マイル (1,303.5 km2)、水域は2.06平方マイル (5.3 km2)で水域率は0.41%である。

### 主要高規格道路

#### 州間高速道路
- 州間高速道路85号線

#### アメリカ国道
- アメリカ国道27号線代替路

#### ジョージア州道
- ジョージア州道18号線
- ジョージア州道41号線
- ジョージア州道54号線
- ジョージア州道54号線支線
- ジョージア州道74号線
- ジョージア州道85号線
- ジョージア州道85号線代替路
- ジョージア州道85号線支線
- ジョージア州道100号線
- ジョージア州道109号線
- ジョージア州道109号線支線
- ジョージア州道173号線
- ジョージア州道190号線
- ジョージア州道194号線
- ジョージア州道362号線
- ジョージア州道403号線

### 隣接する郡
- コウェタ郡 - 北
- スポルディング郡 - 北東
- パイク郡 - 東
- アプソン郡 - 南東
- タルボット郡 - 南
- ハリス郡 - 南西
- トループ郡 - 西

## 人口動態
以下は2000年の国勢調査による人口統計データである。
| 基礎データ - 人口: 22,534人 - 世帯数: 8,248 世帯 - 家族数: 6,012 家族 - 人口密度: 17人/km2（45人/mi2） - 住居数: 9,211軒 - 住居密度: 7軒/km2（18軒/mi2） 人種別人口構成 - 白人: 56.11% - アフリカン・アメリカン: 42.21% - ネイティブ・アメリカン: 0.32% - アジア人: 0.24% - 太平洋諸島系: 0.07% - その他の人種: 0.34% - 混血: 0.71% - ヒスパニック・ラテン系: 0.85% | 年齢別人口構成 - 18歳未満: 26.6% - 18-24歳: 9.0% - 25-44歳: 27.2% - 45-64歳: 23.6% - 65歳以上: 13.6% - 年齢の中央値: 36歳 - 性比（女性100人あたり男性の人口） - 総人口: 91.4 - 18歳以上: 86.5 世帯と家族（対世帯数） - 18歳未満の子供がいる: 31.5% - 結婚・同居している夫婦: 49.0% - 未婚・離婚・死別女性が世帯主: 18.4% - 非家族世帯: 27.1% - 単身世帯: 23.8% - 65歳以上の老人1人暮らし: 10.6% - 平均構成人数 - 世帯: 2.68人 - 家族: 3.18人 | 収入と家計 - 収入の中央値 - 世帯: 31,870米ドル - 家族: 37,931米ドル - 性別 - 男性: 29,766米ドル - 女性: 21,444米ドル - 人口1人あたり収入: 15,708米ドル - 貧困線以下 - 対人口: 17.8% - 対家族数: 13.6% - 18歳未満: 25.9% - 65歳以上: 16.3% |

## 都市と町
- ゲイ
- グリーンビル - 郡庁所在地
- ローンオーク
- ルーサービル
- マンチェスター
- ウォームスプリングス
- ウッドベリー

## メディア
郡内では「メリウェザー・ビンディケーター」紙が発行されている。